# Zach Loyd
Zachary Robert Loyd (ur. 18 lipca 1987 w Tulsie) – amerykański piłkarz występujący na pozycji obrońcy lub pomocnika. Trener Lone Star Republic.

## Życiorys

### Kariera klubowa
Loyd karierę rozpoczynał w 2006 roku w zespole North Carolina Tar Heels z uczelni Uniwersytet Karoliny Północnej w Chapel Hill. W 2007 roku przeszedł do drużyny Carolina Dynamo z USL Premier Development League. W 2010 roku poprzez MLS SuperDraft trafił do FC Dallas. W MLS zadebiutował 11 kwietnia 2010 w zremisowanym 2:2 pojedynku z Columbus Crew. W tym samym roku dotarł z klubem do finału MLS Cup, jednak drużyna Dallas przegrała tam 1:2 z Colorado Rapids.
W 2017 był zawodnikiem amerykańskiego klubu Atlanta United FC.

### Kariera reprezentacyjna
W reprezentacji Stanów Zjednoczonych Loyd zadebiutował 22 stycznia 2011 w zremisowanym 1:1 towarzyskim meczu z Chile.

### Kariera trenerska
W 2019 został trenerem Lone Star Republic.